# Павле Петровић Његош
Павле Петровић Његош (Подгора код Пљевaљa, 16. мај 1910 — Париз, 3. јун 1933) је био принц из династије Петровић Његоши. Преминуо је у двадесет трећој години.

## Биографија
Павле је био син Мирка Петровића Његоша и Наталије Константиновић, а његова браћа су били Станислав (1905−1908) преминуо од туберкулозе као дете, Михаило Петровић Његош, и најмлађи Емануел (1912−1928) преминуо у петнаестој години. Са мајчине стране имао је две полусестре Ан-Мари Шуман (1922−1984) и Хелена Ерембо де Дудзеле (1921−2006). Отац му је преминуо у Бечу 1918. године, а породица је отишла у изгнанство у Француску. Павле је био филмски аутор и 1931. године, кад је имао 21 годину, радио за филмско париско предузеће и пружио допринос стварању филма Нага жена (La femme nue) чији је режисер био Жан-Пол Полан. Његов живот је истраживао Милорад Бошковић за Матицу црногорску, и описао је принца као "фацу из париских уметничких кругова, изузетног музичара и плесача".Унука јединог његовог брата који је имао потомство, Михаила, принцеза Алтинај је такође позната филмска радница и режисерка која живи у Паризу, и има сина Николу, ког је добила са руским виолинистом Антоном Мартиновим.